# Bertulf (kanselier van Vlaanderen)
Bertulf Errembault (Veurne?, ca. 1050 - Ieper, 11 april 1127), ook gespeld als Bertulphe of Berthulf, en de familienaam als Erembald, was proost van het kapittel van Sint-Donaas in Brugge en kanselier van Vlaanderen. Hij was de hoofdinspirator voor de moord op graaf Karel de Goede en werd een goede maand later terechtgesteld.

## Levensloop
Het graafschap Vlaanderen was een van de eerste feodale entiteiten om over een georganiseerd staatsapparaat te beschikken. Aan het hoofd ervan had graaf Robrecht II in 1089 een topambtenaar aangesteld, met name de proost van de grafelijke Sint-Donaaskerk in Brugge, en gaf hem meteen de titel van 'kanselier van Vlaanderen'. Hij had voortaan de controle over de lokale ontvangers in de grafelijke domeinen en over de klerken van de centrale bureaus. Er werd al bij de eerste aanstelling bepaald dat het kanselierschap verder verbonden zou blijven aan het ambt van proost van Sint-Donaas.
In een oorkonde gedateerd 6 januari 1096 werd Bertulf voor het eerst vermeld als proost van Sint-Donaas. Hij was de zoon van Erembald, die uit Veurne afkomstig was en die kastelein van Brugge was. Bertulf had hiervoor zijn voorganger Lietbert verdrongen, met verraderlijke middelen, zo werd verteld. De Erembalden vormden een clan met grote ambities. De dubbele positie van proost en van kanselier gebruikte Bertulf om de belangen van zijn familie te bevorderen. Veel van wat in de schatkist van de graaf had moeten terechtkomen, verdween in de zakken van de proost en zijn familie. Zijn nichten huwelijkte hij uit aan vooraanstaande ridders en zelfs aan edellieden. Familieleden en vrienden konden, tegen betaling, kanunnik van Sint-Donaas worden. Zijn broers Robrecht en Haket werden burggraaf van Brugge, wat hen aan het hoofd stelde van de militaire en gerechtelijke macht. Bertulf was een van de samenzweerders die de moord op Karel de Goede beraamden.

## De moord op de graaf
De familie van de Errembaults of Erembalden, van oorsprong een bescheiden familie uit Veurne, was er dus door hard werken en ambitie, ook wel door intriges en valse streken, in geslaagd een prominente plaats in het graafschap Vlaanderen te veroveren. Ze kregen echter, vanwege hun steeds toenemende macht en hun clanvorming heel wat tegenwind. Er werd vooral geklaagd over hun hardvochtigheid tegen minder bedeelden.
De Errembaults hadden een zwakke plek die ze angstvallig verborgen hielden maar die door hun vijanden publiek werd gemaakt. Ze waren namelijk horigen of lijfeigenen, dit wil zeggen dat ze nog steeds, volgens het vroeg-middeleeuwse gewoonterecht, geen vrije burgers waren geworden maar afhankelijk bleven van en onderworpen aan een heer, in dit geval aan de graaf van Vlaanderen. Dit hield in dat ze een aantal zaken niet konden doen zonder de toestemming van die heer (trouwen bijvoorbeeld of hogere ambten bekleden) en dat bij hun overlijden de heer hun wettige erfgenaam was. Dit zwaard van Damocles bleef hen, om onbekende redenen, boven het hoofd hangen, zonder dat ze erin slaagden (of zelfs maar moeite voor deden) om een wettelijke regeling te treffen.
Hun vijanden begonnen hier een middel in te zien om de verdere opgang van de clan af te remmen en vonden hiervoor gehoor bij de graaf van Vlaanderen, Karel de Goede die besloot de Errembaults uit verantwoordelijke functies te weren. De eerste die op zij zou worden geschoven was de leider van de clan, de proost van Sint-Donaas en kanselier van Vlaanderen, Bertulf. De Errembaults zagen het gevaar op hen afkomen en vonden slechts één middel om het af te weren: de graaf moest uit de weg worden geruimd en een nieuwe, hen beter gezinde opvolger, moest door hun toedoen worden aangesteld. Een ideaal moment leek het tijdstip te zijn waarop de graaf onbewaakt een kerkdienst kwam bijwonen. Zo werd dan een Brugse 'moord in de paleiskapel' gepleegd op 2 maart 1127.

## Vervolging en terechtstelling
De verontwaardiging over de moord was zeer groot en een burgeroorlog was het gevolg. De Errembaults en de leden van hun clan werden opgespoord en op de meest brutale manier, zonder enige vorm van proces, ter dood gebracht.
De geestelijke Galbert van Brugge, klerk bij de graaf van Vlaanderen, schreef de gebeurtenissen van die bloedige dagen nauwkeurig op, zodat het verhaal van de moord op Karel de Goede als een van de eerste ooggetuigenverslagen van een belangrijke gebeurtenis, tot ons is gekomen. Hij beschreef onder meer hoe proost Bertulf 's nachts op blote voeten vluchtte:
Wat zag die man toch vreselijk af! Hij die onlangs nog over iedereen regeerde, die schitterde van weelde en aardse glorie en die, badend in luxe, een vlooienbeet duchtte alsof het een speerstoot was. Zie, hij liep alleen en verlaten te dolen, de eenzame banneling in zijn eigen gebied.
Bertulf werd echter gevat en terechtgesteld op de Grote Markt van Ieper. Walter van Terwaan vermeldt dat de Ieperlingen hem op weg naar de executiepaal bekogelden met vissenkoppen. Bij Galbert lezen we het vervolg:
Toen werd hij in het midden van de markt van de Ieperlingen opgehangen aan de paal zoals men dieven en struikrovers pleegt te executeren. Ze trokken zijn broek uit, zodat zijn schaamdelen bloot kwamen. Geen smaad of schande bleef hem bij zijn foltering bespaard. Op de paal strekte men zijn armen in kruisvorm uit en bond zijn handen vast en stak zijn hoofd door het gat van die paal: de rest van 's mans lichaam zou dan, opgehangen aan de eigen genoemde lichaamsdelen - als waren het stroppen die niet bij zijn lichaam hoorden - de verstikkingsdood sterven. Aanvankelijk, toen men hem nog maar net opgehangen had, gaf de man met zijn tenen op het strafwerktuig zijn lichaam een weinig steun om dan toch op die manier zijn erbarmelijk leven iets te rekken. [...] En zie! Zij die op de markt waren samengekomen om vis te kopen, begonnen met ijzeren haken, stokken en staken het lichaam van de man stuk te slaan. En ze lieten niet langer toe dat hij de stut van het strafwerktuig, waarop hij zich steun gaf met zijn tenen, gebruikte en ze duwden hem van zijn steunpunt weg. Zo gaven ze hem, terwijl ze hem ophingen, prijs aan de duisternissen van een wrange dood. [...] De op de dood van de proost beluste menigte der Ieperlingen wond hondendarmen in een wrong om zijn hals en plaatste een hondenmuil tegen zijn mond, terwijl hij de laatste adem uitblies. Daarmee gaf men te kennen dat hij op een hond geleek en zich honds had gedragen.

## Voetnoten
1. ↑  Adriaan Verhulst, "Les origines de la ville d'Ypres (XIe-XIIe siècles)." in: Revue du Nord, nr. 329, 1999, p. 11, n. 26. DOI:10.3406/rnord.1999.2903